# Rinorea hirsuta
Rinorea hirsuta là một loài thực vật thuộc họ Violaceae. Loài này có ở Colombia và Panama.